# Aeroporti di Roma
Aeroporti di Roma S.p.A. (ADR) è la società che gestisce gli aeroporti romani di Fiumicino e Ciampino. È parte del gruppo Mundys, controllato da Edizione (famiglia Benetton).
L'aeroporto di Fiumicino dispone di due terminal: il Terminal 1 e il Terminal 3. Inoltre, a Fiumicino è presente un altro Terminal, il T5, dedicato alla gestione di voli speciali quali: voli militari, diplomatici, umanitari, e voli destinati ad assistenze particolari legate all'ordine pubblico.
L'aeroporto di Ciampino è principalmente utilizzato dalle compagnie aeree low cost, dai corrieri espressi e per le attività di linea privata dell'Aviazione generale.

## Storia
La storia degli aeroporti della Capitale inizia nel 1916, anno in cui venne inaugurato l'aeroporto "Giovan Battista Pastine" di Ciampino, destinato ai dirigibili e a uso militare fino al 1947.
Fino al 15 gennaio 1961 ricoprì il ruolo di unico aeroporto della capitale fino a quando venne inaugurato l'aeroporto internazionale "Leonardo da Vinci" a Fiumicino. Rispetto al progetto esecutivo furono notevoli gli interventi di ampliamento, che trasformarono la struttura originaria rendendo il primo aeroporto di Roma un'opera in continua evoluzione.
Il 12 febbraio 1974 con la costituzione della società Aeroporti di Roma S.p.A. (ADR), vennero assegnate tutte le attività a un unico gestore, che divenne concessionario esclusivo per la direzione e lo sviluppo del sistema aeroportuale della Capitale.
In anni più recenti, precisamente nel luglio 1997, è stata avviata la privatizzazione di Aeroporti di Roma S.p.A, collocando sul mercato il 45% del capitale sociale attraverso un'offerta sia pubblica che privata, rivolta a investitori istituzionali italiani ed esteri. La privatizzazione si è conclusa nell’anno 2000 con la dismissione delle partecipazioni detenute dallo Stato.
Dal 2000 è controllata dalla holding Gemina, che ne acquisisce la maggioranza attraverso OPA. Nel 2007 è stata effettuata la liquidazione della quota della famiglia Romiti in Gemina e successivamente la famiglia Benetton è diventata indirettamente, attraverso il loro veicolo di investimenti lussemburghese Sintonia, il socio principale di Aeroporti di Roma.
Nel corso degli anni i numerosi interventi di sviluppo e ammodernamento delle infrastrutture, nei due scali, hanno consentito ad Aeroporti di Roma di rispondere efficacemente all'incremento dei volumi di traffico.
Dal 2013, in seguito alla fusione per incorporazione di Gemina in Atlantia (società di trasporti della famiglia Benetton), fa parte del medesimo gruppo (ora Mundys).
Il 21 dicembre 2016 è stata inaugurata all’Aeroporto Leonardo da Vinci, la nuova area di imbarco internazionale E, destinata ai voli Extra Schengen. La nuova area E si estende su circa 90.000 metri quadrati ed è stata completata nei tempi previsti sfruttando con massima efficienza il sedime aeroportuale, senza consumo di suolo aggiuntivo. Si tratta di un’infrastruttura all’avanguardia in Europa che potrà ospitare oltre 6 milioni di passeggeri in più all’anno. Grazie a un investimento pari a 390 milioni di euro e alla realizzazione di 22 nuovi gate complessivi, la capacità di imbarco dello scalo verso destinazioni Extra-Schengen viene di fatto raddoppiata. 
Il 18 maggio 2022 è stata inaugurata all'aeroporto Leonardo da Vinci, la nuova area di imbarco A per i voli Schengen e nazionali; si tratta di un’opera di 37.000 mq che rappresenta la prima grande infrastruttura realizzata in Italia dopo la pandemia. Il nuovo molo A è tra le prime infrastrutture aeroportuali di questa dimensione con certificazione LEED Gold: alimentata da pannelli fotovoltaici, dispone di 23 nuovi gate e una nuova galleria commerciale di 6.000 mq con 21 punti vendita, che rappresentano l’eccellenza italiana dello shopping e del food.

## Passeggeri

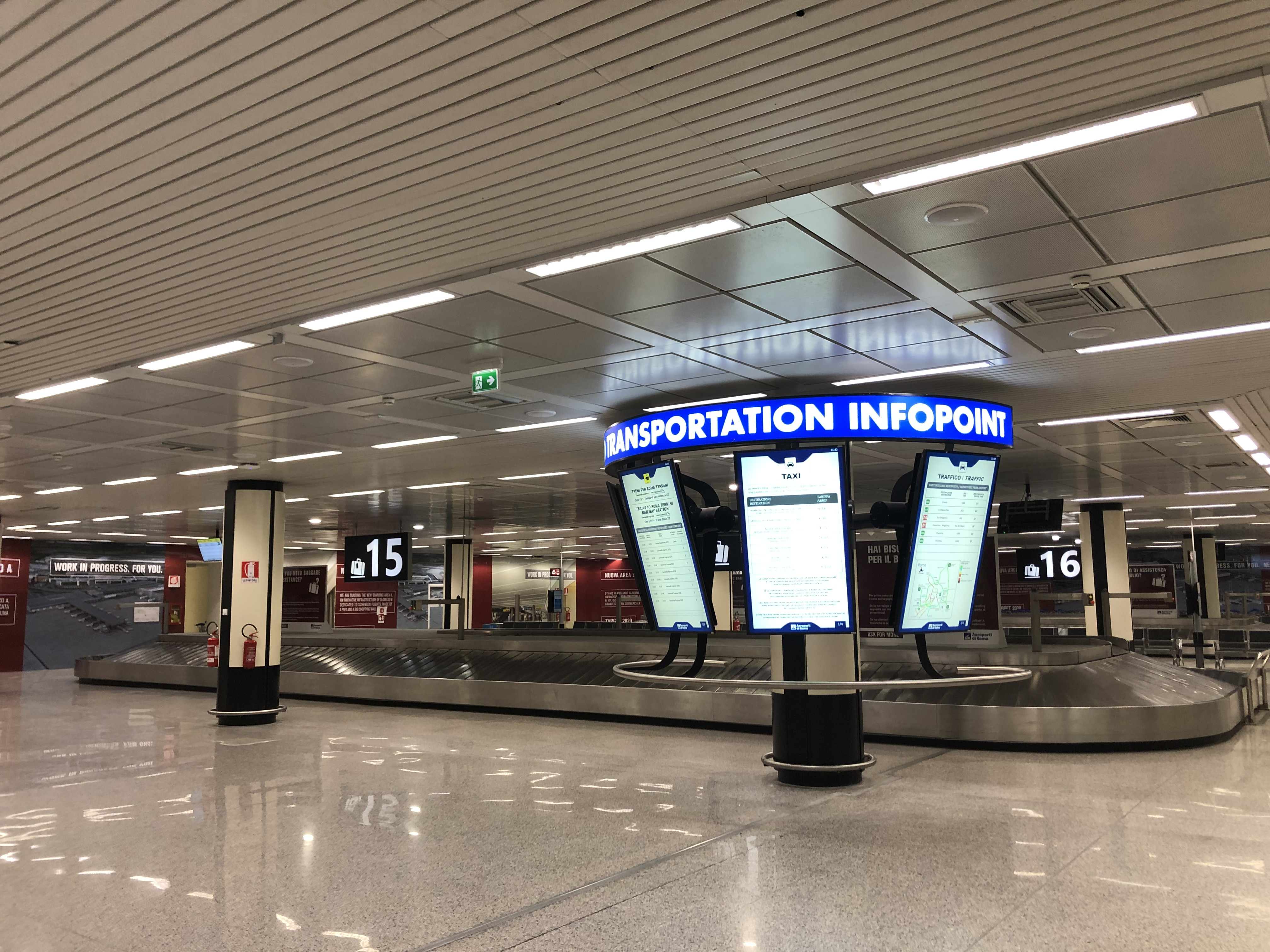
Infopoint digitale all'aeroporto di Roma Fiumicino

Nel 2008 ADR ha avuto complessivamente nei due scali più di 40 milioni di passeggeri, con oltre 210 destinazioni, raggiungibili da Roma e più 140 compagnie aeree operanti nei due aeroporti.
L'aeroporto di Roma Fiumicino è lo scalo "hub" di riferimento per il traffico internazionale e intercontinentale di linea e charter. Ciampino, invece, è l'aeroporto cittadino dedicato al traffico low cost, a quello merci "corriere espresso" e al traffico dell'Aviazione Generale (voli di Stato, umanitari e Protezione civile).
Per il secondo anno consecutivo, Il “Leonardo da Vinci” tramite ACI (Airport Council International), ha conseguito dai passeggeri il riconoscimento “Airport Service Quality Award” come miglior aeroporto d'Europa per il 2018
. Negli anni successivi ha continuato a venire premiato e nel giugno 2023 ha vinto per la quinta volta il riconoscimento "'Aci Europe Best Airport Award" nella categoria degli hub con oltre 40 milioni di passeggeri e quindi come miglior aeroporto d'Europa, per il quinto anno consecutivo.

## Il Gruppo ADR
La società è attualmente composta dalle controllate: ADR Ingegneria S.p.A - Unipersonale; ADR Infrastrutture S.p.A. - Unipersonale; ADR Tel S.p.A.; ADR Assistance S.r.l. - Unipersonale, ADR Mobility S.r.l. - Unipersonale; ADR Security S.r.l. - Unipersonale; Airport Cleaning S.r.l. - Unipersonale; Fiumicino Energia S.r.l. - ADR Ventures S.r.l.
La società detiene inoltre partecipazioni in:
- SPEA Engineering S.p.A. (20%)
- SACAL S.p.A. (5,37%)
- Aeroporto di Genova S.p.A. (15%)
- Leonardo Energia – Società Consortile a r.l. (10%)
- Azzurra Aeroporti S.p.A. (7,77%)

## Azionisti
- Mundys 99,39 %
- Città metropolitana di Roma Capitale 0,251%
- Comune di Fiumicino 0,1%
- terzi 0,276%